# Harleya oxylepis
Harleya es un género monotípico de plantas fanerógamas perteneciente a la familia de las asteráceas. Su única especie: Harleya oxylepis, es originaria de México

## Taxonomía
Harleya oxylepis fue descrita por (Benth.) S.F.Blake y publicado en Journal of the Washington Academy of Sciences 22(13): 381. 1932.
sinonimia
- Oliganthes oxylepis Benth. basónimo[3]